# Roberta Gilchrist
Roberta Lynn Gilchrist  (Canadá, 28 de junio de 1965) es una arqueóloga canadiense especializada en el periodo medieval, cuya carrera se ha desarrollado principalmente en el Reino Unido. Es Profesora  de Arqueología y Decana de Investigación en la Universidad de Reading.

## Primeros años y Educación
Gilchrist nació el 28 de junio de 1965 en Canadá. Se mudó al Reino Unido en 1982 para estudiar arqueología en la Universidad de York. Se graduó en Artes en 1986 y acabó su doctorado en Filosofía en 1990. Su tesis doctoral se tituló "La arqueología de la piedad femenina: género, ideología y cultura material en la Inglaterra medieval tardía (hacia 1050–1550)".

## Carrera académica
Gilchrist empezó su carrera académica en 1990, cuando fue contratada como profesora en la Universidad de Anglia del Este. En 1996 se cambió a la Universidad de Reading como Catedrática de Arqueología.  Anteriormente había sido la directora de la Escuela de Arqueología, Geografía y Ciencia Medioambiental. Desde 2015,  ha sido decana  de investigación para Patrimonio y Creatividad.
Además de su carrera académica, ha trabajado para otras entidades. De 1993 a 2005, la arqueóloga asesora de la Catedral de Norwich. De 1997 a 2006 Gilchrist fue editora  de World Archaeology, una revista académica especializada en todos los  aspectos de arqueología. Además, fue Presidenta de la Sociedad para Arqueología Medieval de 2004 a 2007.
Gilchrist está especializada en la arqueología medieval del Reino Unido, concretamente en relación con la arqueología de religión y la arqueología de género.

## Distinciones
El 16 de mayo de 2002, Gilchrist fue elegida Miembro de la Sociedad de Anticuarios de Londres (Fellow of the Society of Antiquaries of London, FSA). En 2008, fue elegida Miembro de la Academia británica (Fellow of the British Academy, FBA).
El 26 de febrero de 2016, Gilchrist ganó el premio "Arqueólogo del Año" en los Premios de Arqueología Actual, los cuales son votados por el público, y reconocen a quienes han hecho excepcionales contribuciones en arqueología.

## Libros
- (ed. with H. Mytum) The Archaeology of Rural Monasteries. Oxford: British Archaeological Reports (BAR 203), 1989.
- (with M. Oliva) Religious women in medieval East Anglia. Norwich : Centre of East Anglian Studies, 1993.
- (ed. with H. Mytum) Advances in monastic archaeology: Conference on urban monasteries. Oxford: Tempus Reperatum, 1993.
- Gender and Material Culture: the archaeology of religious women. London: Routledge, 1994.
- Contemplation and Action: the other monasticism. Leicester: Leicester University Press, 1995.
- Gender and Archaeology: Contesting the Past. London: Routledge, 1999.
- (ed. with D. Gaimster) The archaeology of Reformation. London: Maneys, 2003.
- (with B. Sloane) Requiem: the Medieval Monastic Cemetery in Britain. London: Museum of London Archaeological Service, 2005.
- Norwich Cathedral Close: the Evolution of the English Cathedral Landscape. Woodbridge: Boydell and Brewer, 2005.
- Medieval Life: Archaeology and the Life Course. Woodbridge: Boydell and Brewer, 2012.
- (with C. Green) Glastonbury Abbey: archaeological investigations 1904-79, 2015. http://www.oapen.org/search?identifier=619339